# Sinodiapterna gorodinskiyi
Sinodiapterna gorodinskiyi är en skalbaggsart som beskrevs av Gusakov 2006. Sinodiapterna gorodinskiyi ingår i släktet Sinodiapterna och familjen Aphodiidae. Inga underarter finns listade i Catalogue of Life.